# Luigi D'Ambrosio Lettieri
Luigi D'Ambrosio Lettieri (Bari, 3 dicembre 1955) è un politico italiano.

## Biografia
Risiede a Bari dove ricopre la carica di Presidente dell'Ordine dei Farmacisti della provincia.
Laureatosi in farmacia presso l'Ateneo di Bari nel 1980 con una tesi sperimentale in Igiene e Medicina Preventiva, nel 1983 ha superato il concorso di idoneità nazionale alla titolarità di farmacia.
È cultore delle tematiche connesse con la terapia farmacologia del dolore, le tossicodipendenze, la galenica farmaceutica e la legislazione farmaceutica ed è stato relatore in numerosi convegni e congressi di carattere scientifico.
Con decreto prefettizio del dicembre 1997 è stato nominato componente del Comitato provinciale per l'Euro, di cui è stato membro dell'esecutivo.
Nel febbraio 1998 con decreto del Ministero del Tesoro è stato nominato componente del Consiglio di Amministrazione della Fondazione del Banco di Sicilia.

### Attività politica

#### Consigliere regionale della Puglia
Alle elezioni regionali in puglia del 2000 viene nominato consigliere regionale nel "listino bloccato" del candidato presidente Raffaele Fitto.

#### Elezione a senatore
Alle elezioni politiche del 2008 viene nominato al Senato della Repubblica, in regione Puglia, nelle liste del Popolo della Libertà. Viene rieletto senatore anche alle successive elezioni politiche del 2013.
Il 16 novembre 2013, con la sospensione delle attività de Il Popolo della Libertà, aderisce a Forza Italia.
Fa parte della corrente fittiana del partito, critica nei confronti del leader Silvio Berlusconi, che il 3 giugno 2015 abbandona Forza Italia per aderire ai Conservatori e Riformisti, il neonato movimento politico di Raffaele Fitto.
Il 28 febbraio 2017 aderisce a Direzione Italia, naturale proseguimento del percorso politico di Conservatori e Riformisti.
Il 2 aprile 2017, assieme agli altri sei senatori di Direzione Italia confluisce nel Gruppo misto, per via dello scioglimento del gruppo parlamentare (ormai al di sotto della soglia minima di 10 senatori); l'11 maggio successivo aderisce al gruppo parlamentare di centro-destra "Grandi Autonomie e Libertà-Unione dei Democratici Cristiani e dei Democratici di Centro".
Il 21 dicembre 2017, a seguito dell’elezione del CdA dell’ENPAF (l’ente di previdenza dei farmacisti) rassegna le proprie dimissioni dallo stesso per incompatibilità in quanto Senatore della Repubblica.
Il 22 dicembre 2017, assieme agli altri sei senatori di Direzione Italia e alle tre senatrici di Fare!, confluisce nel nuovo gruppo parlamentare Noi con l'Italia.
Ha annunciato di non ricandidasi in Parlamento alle elezioni politiche del 2018.

## Opere
Autore di pubblicazioni a carattere scientifico, è stato collaboratore e coautore nella realizzazione di alcune pubblicazioni tra cui “I giovani e la droga”, Le Monnier, “Dossier Droga – problematiche giuridiche, tossicologiche e sanitarie”, acquisito nel 1990 dalla Commissione Parlamentare d'inchiesta sulla condizione giovanile, “Gli integratori alimentari nello sport” ed. Universo, nel novembre 1997.